# Флорибунда

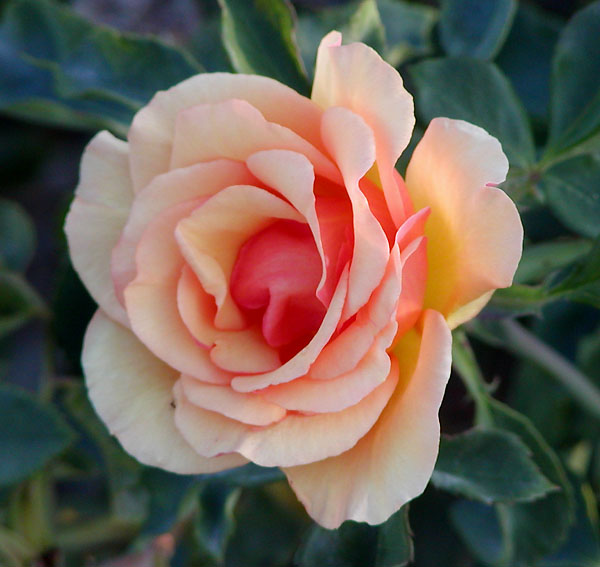
Rosa 'Anne Harkness'

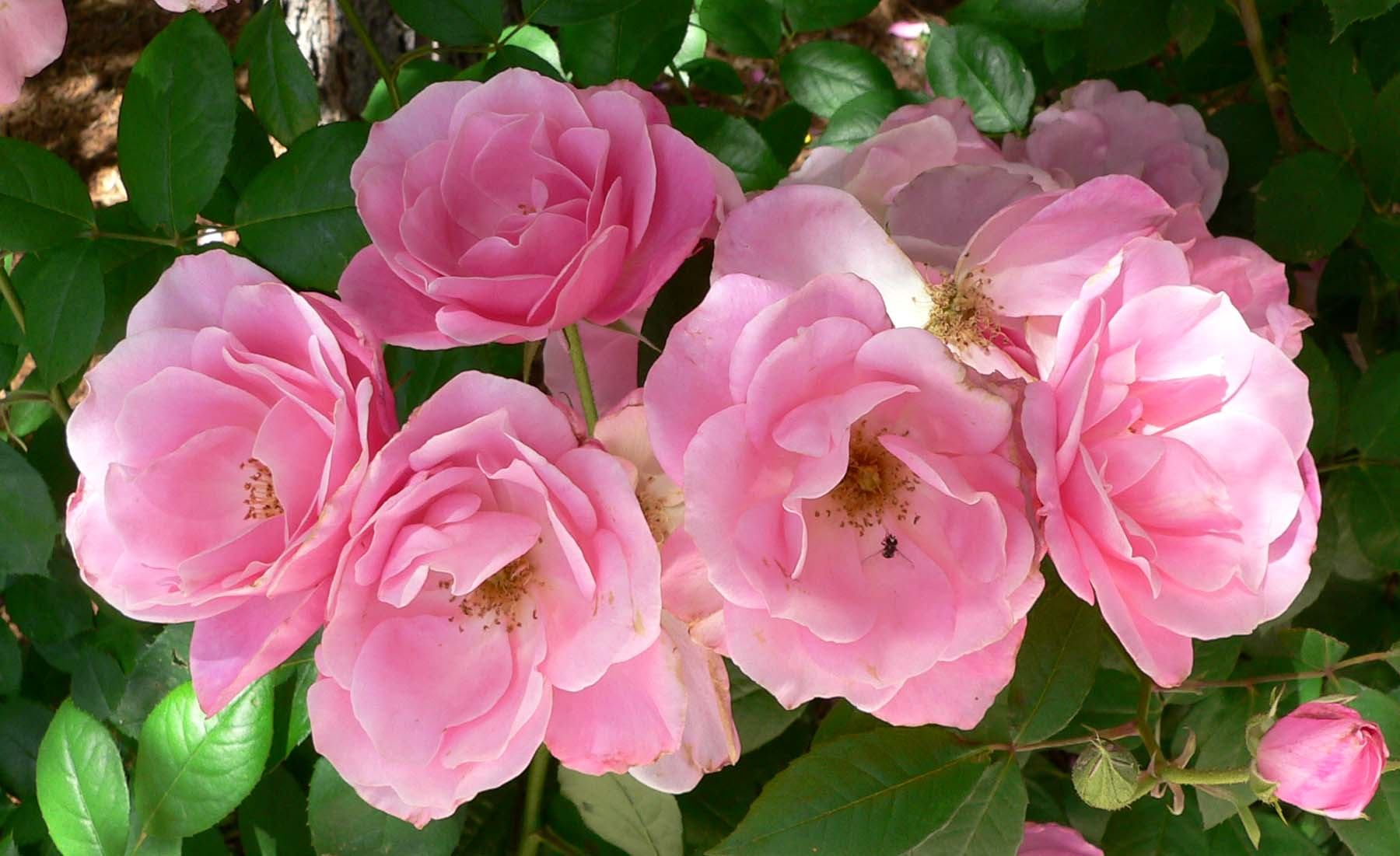
Rosa 'Simplicity'

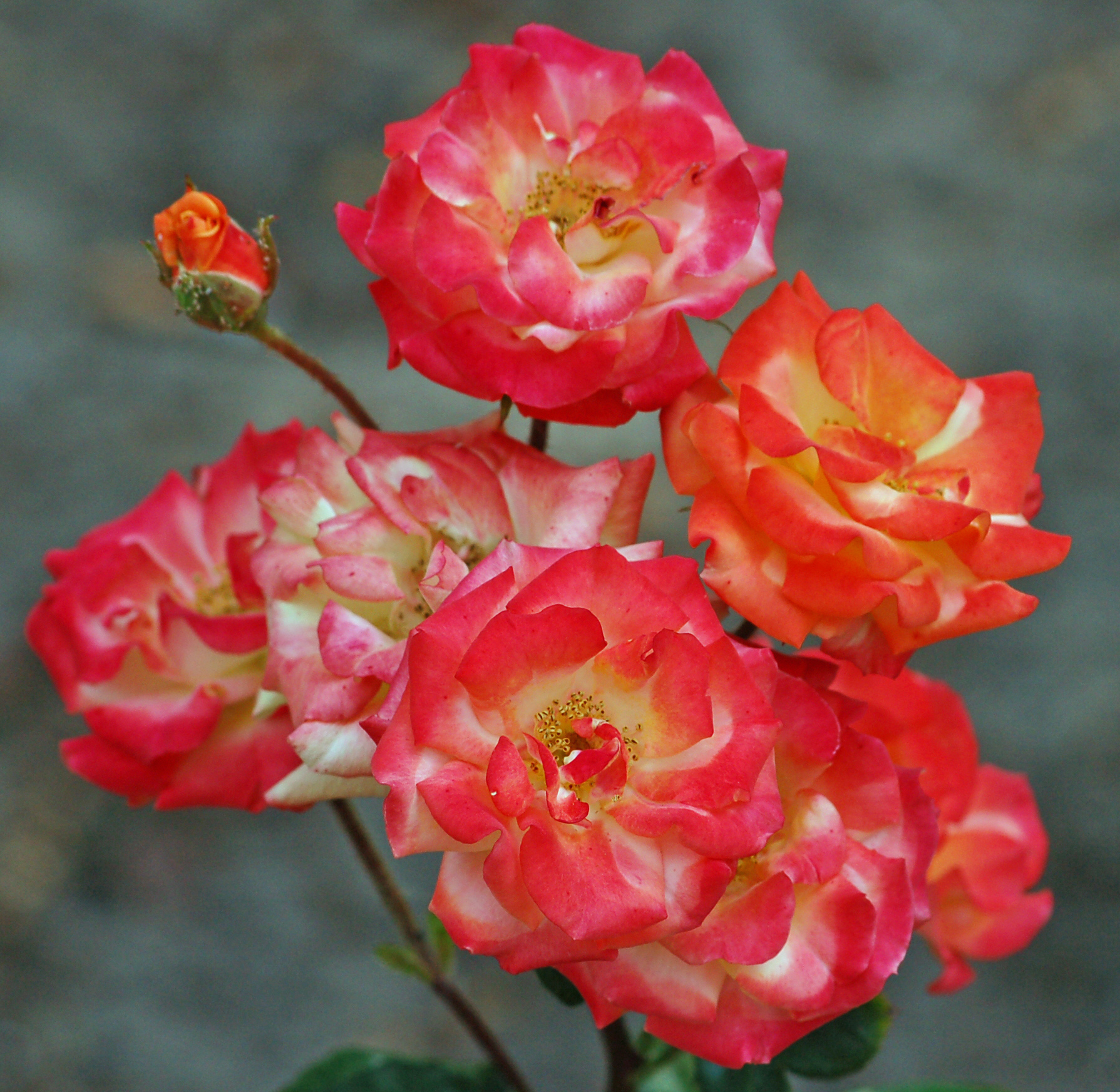
Rosa 'Mambo'

Флорибу́нда (Фл.) англ. Floribunda (Fl.) — группа сортов роз по классификации, принятой в 1976 году в Оксфорде Всемирной федерацией обществ розоводов (World Federation of Rose Societies, или WFRS).
Группа включает много сортов, цветки которых занимают промежуточное положение между полиантовыми и чайно-гибридными розами, включая гибриднополиантовые.

## История
Первые розы флорибунда были выведены в начале XX века. Считается, что самый первый сорт флорибунды был создан Питером Ламбертом в результате скрещивания полиантовой розы 'Mignonette' Guillot, 1880 с чайной розой 'Souvenir de Mme'.
Согласно другому источнику, в 1924 году от скрещивания полиантовых роз с чайно-гибридными датским оригинатором Поульсеном получены гибридно-полиантовые розы, которые удачно сочетали признаки родителей. С полиантовыми они сходны по характеру соцветия и устойчивости, а по размерам цветков и даже форме они во многих случаях напоминают чайно-гибридные розы. В дальнейшем от повторных скрещиваний гибридно-полиантовых с чайно-гибридными и другими садовыми группами роз, в частности с мускусными розами, возникли сорта, объединенные в группу флорибунда. В дальнейшем в эту группу стали включать все сорта, цветки которых по своей структуре и форме занимают промежуточное положение между полиантовыми и чайно-гибридными. Сюда полностью вошли и сорта гибридно-полиантовых роз
.
Известный селекционер, директор исследовательского центра компании Джексон и Перкинс (англ. Jackson & Perkins Company) Евгений Бернер (англ. Eugene Boerner) вывел флорибунды именно такими, какими мы их знаем сегодня. За свою 45-летнюю карьеру он создал более 60 удачных сортов роз класса флорибунда, 11 из них получили награды All-America Rose Selections (AARS) award. За что получил неофициальный титул «отец флорибунды».
Джексон и Перкинс была первой коммерческой компанией использовавшей термин «флорибунда», хотя Американское общество любителей роз (англ. American Rose Society (ARS)) первоначально считало это неприемлемым. В ARS предполагали назвать этот новый класс роз «large-flowered hybrid polyanthas».

## Характеристика класса

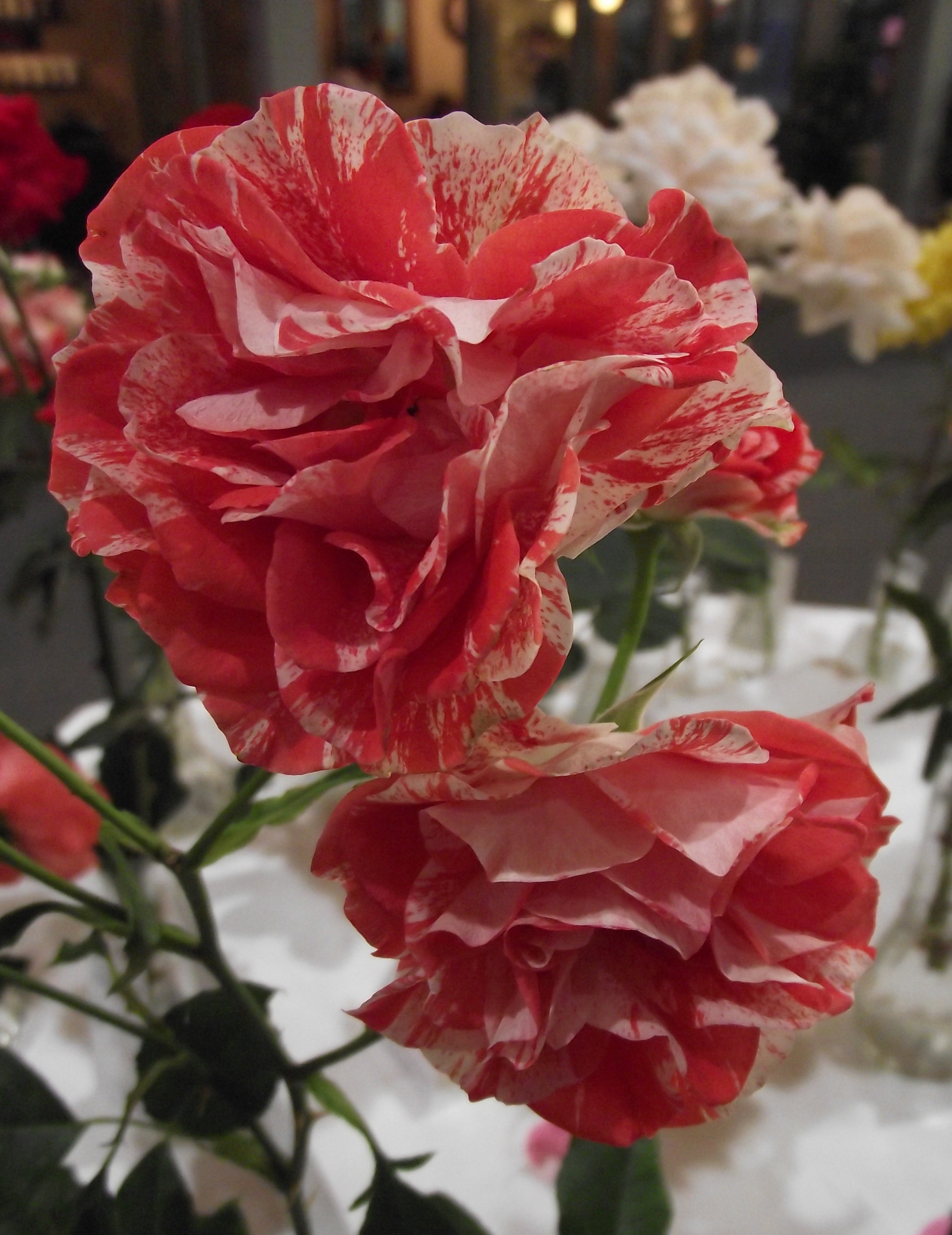
Rosa 'Tiger Tail' — один из сортов с полосатой окраской лепестков

В этой группе присутствуют низкие бордюрные сорта (до 40 см), среднерослые (около 60-80 см) и высокие (от 1 м и более).
В настоящее время розы флорибунда имеют огромное разнообразие окрасок и по их яркости в отдельных случаях превосходят чайно-гибридные. Диаметр 4—8 см. Цветки могут быть простые, полумахровые и сильномахровые, по форме — от плоских чашевидных до бокаловидных. Количество цветков в соцветии различно. Есть сорта с полосатыми цветками: 'Purple Tiger', 'Peppermint Twist', 'Tiger Tail'.
Цветение обильное и более длительное, чем у чайногибридных, у некоторых сортов непрерывное. В большинстве отличаются хорошей зимостойкостью и устойчивостью к болезням. Отдельные сорта применяются в выгонке, на срезку и в горшках.
В разных странах сорта флорибунда могут называться «розы с соцветиями», «кустовые розы с соцветиями», «гибридно-полиантовые» или «клумбовые розы».
Питомник Поулсена и в настоящее время продолжает работу по созданию новых сортов этого класса. Главной отличительной особенностью роз группы флорибунда Поульсена является весьма внушительный габитус куста (100—150 и более см в высоту). Позиционируются эти сорта, как розы для выращивания в саду достаточной площади. Оптимальная плотность посадки для большинства сортов этой группы 2, реже 3 куста на 1 м².
Второй характерной отличительной чертой сортов из серии классических роз группы флорибунда Поульсена является «букетный» тип цветения. Практически у всех сортов этой серии обычно полумахровые цветы среднего размера, собранные в большие соцветия-кисти. Тип цветения у большинства флорибунд Поульсена ярко выраженный волнообразный. Периоды массового и практически одновременного распускания многочисленных бутонов сменяются периодами относительного покоя. В средней полосе России в течение одного сезона бывает не менее трех «цветочных волн».
К недостаткам флорибунд можно отнести полное отсутствие аромата у многих сортов.
В саду классические флорибунды Поульсена лучше всего смотрятся в солитерных посадках на газоне, либо во всевозможных композициях с травянистыми многолетниками и различными почвопокровными растениями.

## Агротехника

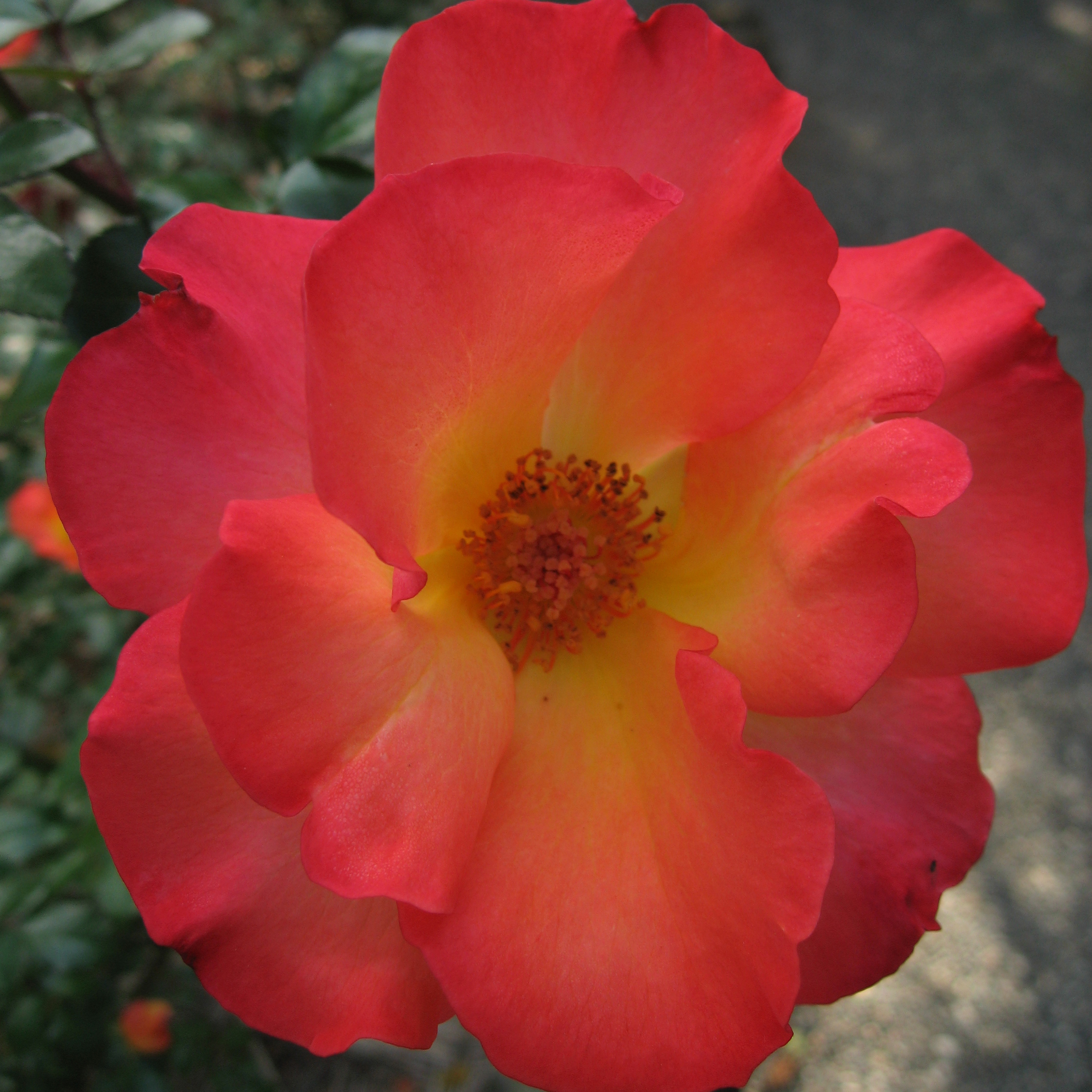
Rosa 'Playboy'

Флорибунды достигают зрелости на третий год жизни, с того момента, как окончательно сформируется корневая система. Выращивают их как в открытом грунте, так и в горшках большого объёма.
Флорибунды нуждаются в большом количестве дополнительных питательных веществ, так как энергетические затраты на производство большого количества цветков достаточно велики. Основание кустов рекомендуется мульчировать, что препятствует быстрому высушиванию почвы и росту сорняков.
Кусты обрезают не так сильно, как у чайно-гибридных роз. Такие сорта, как 'French Lace' не любят сильную обрезку, тогда как для других ('Playboy') она обязательна.

## Некоторые сорта
- 'Amber Queen'
- 'Angela'
- 'Anny Duperey'
- 'Bonica 82'
- 'Botticelli'
- 'Centenaire de Lourdes'
- 'Eye Paint'
- 'Eyes For You'
- 'Hans Gonewein Rose'
- 'Heidi Klum Rose'
- 'Jardins de France'
- 'Leonardo da Vinci'
- 'Margaret Merril'
- 'Schneewittchen'
- 'Sheila’s Perfume'
- 'Rosemary Harkness'
- 'Traumerei'
- 'Violet Carson'